# Sainte-Menehould
Sainte-Menehould é uma comuna francesa na região administrativa de Grande Leste, no departamento de Marne. Estende-se por uma área de 57,11 km². Em 2010 a comuna tinha 4 266 habitantes (densidade: 74,7 hab./km²).